# گلخانه

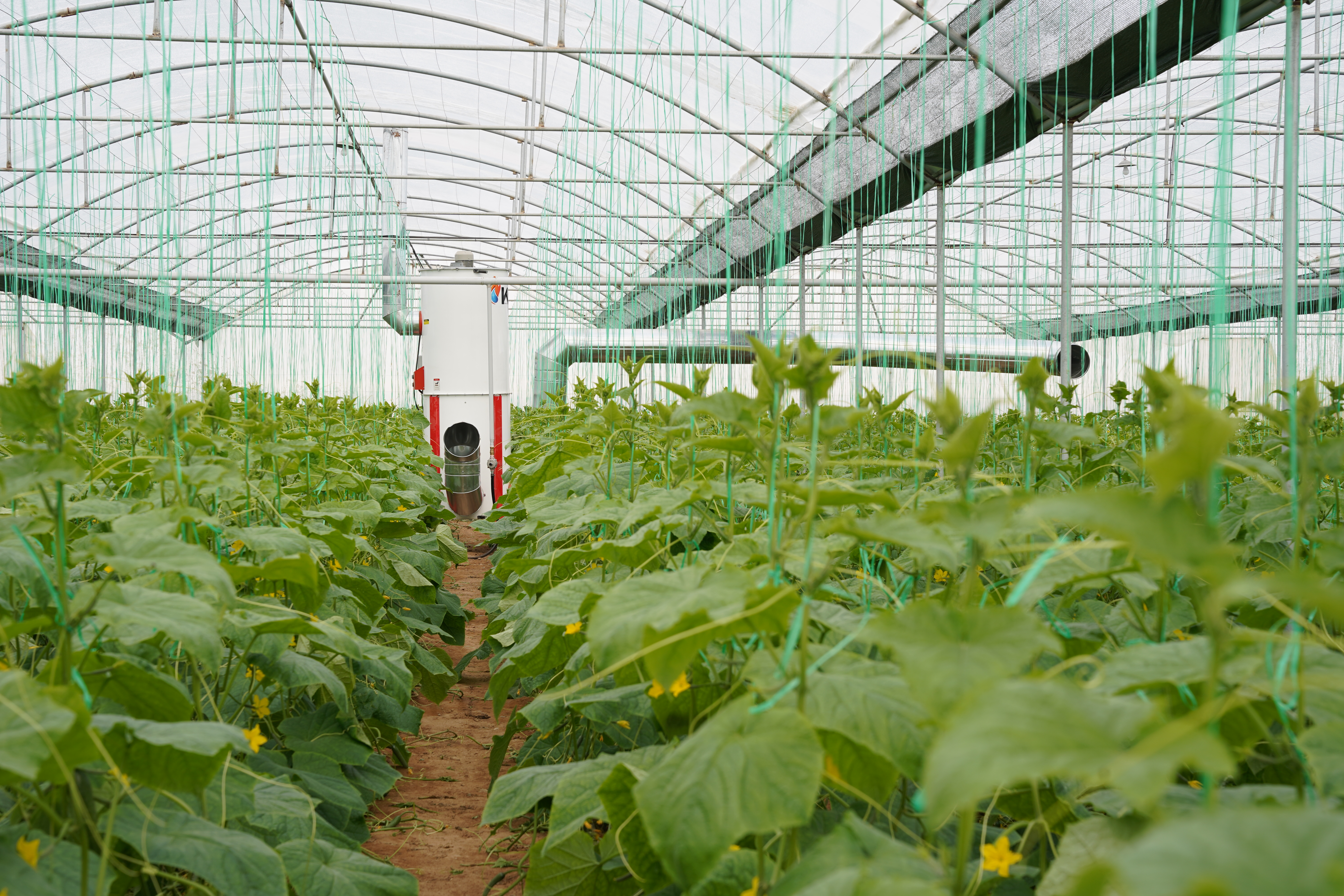
نمای داخلی یک گلخانه در ایران

نماد گلخانه

گلخانه، گیاه‌خانه، گرم‌خانه یا خانه سبز (به انگلیسی: Greenhouse) مکانی برای کشت گونه‌های گوناگون گل یا گیاه است، که سقف و دیواره‌های آن به وسیله پوشش‌های شفاف پوشیده شده است. پوشش گلخانه مایهٔ ایجاد اثر گلخانه‌ای و دربند گرفتن انرژی خورشیدی، درون گلخانه می‌گردد. گلخانه‌ها گیاهان را از سرمای زمستان و گرمای تابستان پاسداری می‌کنند. گونه‌های گوناگون این پوشش‌ها شامل شیشه و پوشش‌های پلاستیکی است.
پوشش‌های پلاستیکی می‌تواند از جنس پلی‌استر، پلی‌وینیل کلراید (P.V.C)، پلی‌وینل فلوراید (P.V.F) و پلی‌اتیلن با درصدهای گوناگون باشند که این درصدها می‌توانند پرتوهای زیان‌آور فرابنفش (UV) را بربایند.
از ویژگی‌های کشت‌های گلخانه‌ای (قارچ و گیاهان زینتی و غیره) می‌توان به مصرف آب بسیار کم از حالت عادی با استفاده از روش آبیاری قطره‌ای یا مشابه آن استفاده کرد.

## کشت گلخانه‌ای

### مقدمه
هر یک از گیاهان برای داشتن رشد مطلوب نیاز به شرایط خاصی از نظر شدت نور، دمای روزانه، دمای شبانه، میزان رطوبت هوا و خاک دارند. برای تولید و پرورش تجاری گیاهان مرغوب در تمام طول سال باید شرایط محیطی مطلوب به همراه کنترل عوامل خسارت‌زا (نظیر باد، توفان‌های ویرانگر، سرما و یخبندان) از طریق ساختمانی به نام گلخانه ایجاد شود. گلخانه به عنوان محیط کنترل‌شده مطرح می‌گردد و با توجه به نیاز روزافزون بازار، چه از نظر تولید گل و گیاهان زینتی و چه از نظر سبزیجات و صیفی‌جات خارج از فصل و همچنین تولید گیاهان دارویی این روش تولید امروزه به یکی از سودآورترین بخش‌های کشاورزی تبدیل شده است که البته سرمایه‌گذاری اولیه فراوانی را نیز طلب می‌کند. با توجه به سرمایه‌گذاری زیادی که در این زمینه صورت می‌گیرد، نبود مدیریت صحیح در احداث گلخانه، انتخاب مکان، نوع گلخانه و پوشش آن سبب عدم بهره‌وری مناسب از سرمایه و امکانات خواهد شد.

### تعریف گلخانه
گلخانه یا Greenhouse به فضای محدودی اطلاق می‌شود که قابلیت کنترل شرایط محیطی مناسب را برای رشد گیاهان از نواحی مختلف در سراسر سال داشته باشد. طبق این تعریف از جمله عملکرد گلخانه، فراهم کردن شرایط محیطی لازم و مورد نیاز محصولی معین است. گلخانه‌ها بر حسب اینکه چه نوع مصالح ساختمانی در آن‌ها به کار برده شده است به نوع ثابت و متحرک تقسیم‌بندی می‌شوند. گلخانه‌های ثابت، به گلخانه‌هایی گفته می‌شود که مصالح ساختمانی به کار رفته در آن‌ها از جنس پایدار و با دوام باشد. پس باید سالیان سال از آن‌ها استفاده کرد. گلخانه دارای انواع مختلف سازه گلخانه می‌باشد. مانند گلخانه گاتیک، تونلی و…

## مزایای کشت گلخانه‌ای
- صرفه‌جویی در مصرف آب
- افزایش تولید در واحد سطح (۱۵ برابر فضای آزاد)؛ مثلاً ۳۰ کیلوگرم خیار در هر متر مربع در گلخانه به جای تولید ۲ کیلوگرم در یک متر مربع در فضای آزاد
- تولید بیش از یک محصول در سال (در مورد خیار سه بار در سال و گوجه فرنگی دو بار در سال)
- افزایش کیفیت محصول (با کنترل بهتر آفات با روش‌های کنترل بیولوژیکی و کاهش مصرف سموم)
- استفاده از اراضی غیرقابل کشت با سیستم هیدرو پونیک
- عدم وابستگی تولید به شرایط محیطی و امکان بازار یابی مناسب و تنظیم برنامه کشت
- تولید محصول در تمام فصل‌های سال
- اشتغال‌زایی بیشتر در واحد سطح
- امکان استفاده از تکنیک‌های جدید کشاورزی مانند کشت طبقاتی

### محل احداث گلخانه
یکی از اولین تصمیماتی که باید اتخاذ شود، این است که گلخانه به صورت یک واحد جداگانه، در تماس با ساختمان‌های موجود یا به صورت بخشی از ساختمان‌های جدید ساخته شود. گلخانه‌های متصل به هم معمولاً هزینه‌های ساخت و گرمایش کمتری داشته و دسترسی آسانتری دارند، اما گیاهان نور کمتری دریافت می‌کنند. گلخانه‌های متصل به هم باید رو به جنوب ساخته شوند. یک گلخانه مستقل می‌تواند در محلی دورتر از ساختمان‌های موجود ساخته شود. گیاهان در چنین گلخانه‌ای نور خورشید را از همه جهات دریافت می‌کنند. این گلخانه‌ها از لحاظ ساخت و سیستم حرارتی بسیار گران هستند و هزینه‌های فوق‌العاده‌ای برای خطوط آب و برق لازم دارند. یک گلخانه می‌تواند در اندازه‌ای ساخته شود اما کوچک‌ترین گلخانه‌ای که می‌توان در نظر گرفت، چیزی در حدود ۲۰۰ فوت مربع است (۱۸٫۴ متر مربع). گلخانه‌های کوچک‌تر به نسبت از لحاظ ساخت و عملکرد بسیار گران هستند.
مسائلی که باید برای احداث گلخانه در نظر داشت عبارتند از:
دسترسی به راه‌های حمل و نقل که با احداث هر چه نزدیک‌تر به راه‌های اصلی این مشکل به حداقل می‌رسد.
نوع سوخت مصرفی در گلخانه؛ در مناطقی که امکان دسترسی به گاز طبیعی وجود دارد می‌توان با کاربرد این سوخت ارزان هزینه‌ها را به مقدار زیادی در تولید فصل سرما کاهش داد.
دسترسی به منابع آب با کیفیت و کمیت مناسب.
اثرات محیطی؛ جایی که دائماً دارای آب و هوای نامساعد، باران‌های شدید، سایه ناشی از واقع شدن در دامنه شمالی کوه‌های بلند یا درختان سربه فلک کشیده می‌باشد مناسب احداث گلخانه نیست. شدت نور یکی از عوامل تعیین‌کننده محسوب می‌گردد.
نوع محصولی که در برنامه تولید قرار می‌گیرد. با توجه به اینکه گرایش‌ها به سمت تولید اختصاصی محصولات است و دستور کار تولید پس از مطالعه ابتدایی بازار داخلی و خارجی مشخص می‌گردد قبل از احداث، ابتدا بایستی تعیین کنند که چه محصولی تولید شود سپس تصمیم به احداث گلخانه در منطقه و اقلیمی مناسب آن محصول بگیرید.
- در نظر داشتن قوانین مربوط به زمین محدوده‌های شهری و احداث و بهره‌برداری از گلخانه‌ها و …

محل احداث بایستی حتی الامکان مسطح باشد چرا که در صورت ناهمواری و شیبدار بودن، ایجاد یک گلخانه بزرگ با مشکلات و هزینه‌های زیادی برای تسطیح همراه خواهد بود.

### جهت گلخانه‌ها
اسکلت گلخانه سایه ایجاد می‌کند و با توجه به زاویه تابش این سایه‌ها متفاوت است لزوم توجه به این امر به ویژه در تولید زمستانه حائز اهمیت است چرا که تغییرات اندکی دردرصد نور رسیده به گیاهان می‌تواند نقش بسزایی در کمیت و کیفیت تولید داشته باشد. موقعیت گلخانه باید به صورتی باشد که بیشترین مقدار نور را دریافت نماید. اولین انتخاب برای موقعیت گلخانه به صورت نمای جنوبی یا جنوب شرقی می‌باشد. نور تمام روز بهترین شرایط را برای گیاه فراهم می‌کند. البته نور تابیده‌شده ازجانب شرق، به هنگام صبح، برای گیاهان کافی می‌باشد. نور صبح بیشترین مطلوبیت را داراست، زیرا که به گیاهان اجازه داده می‌شود که فرایند تولید غذا را زودتر آغاز نمایند. و این موضوع منجر به حداکثر رشد می‌شود. بالطبع انتخاب‌های بعدی، نمای جنوب غربی و نمای غربی می‌باشد؛ چرا که دریافت نور دیرتر صورت می‌گیرد. نمای شمالی کمترین مطلوبیت را دارد و فقط برای گیاهانی که نور کمی احتیاج دارند مناسب می‌باشد. شایان ذکر است در مناطق پر تابش نظیر نواحی مرکزی و جنوبی ایران به دلیل شدت تابش نور خورشید در طی روز، نیاز به استفاده از شید یا گل پاشی سطح خارجی پوشش گلخانه‌ها به جهت کاهش تأثیرات منفی حاصل از تابش شدید نور خورشید، ضرورت خواهد داشت؛ لذا با توجه به مطلب بالا، بحث انتخاب جهت بهینه اجرای گلخانه در این مناطق، بررسی بیشتری می‌طلبد.
درختان برگ‌ریز مانند افرا و بلوط می‌توانند به‌طور مؤثری از نور شدید بعد ازظهر تابستانی با ایجاد سایه بکاهند. البته باید توجه داشت که درختان در هنگام صبح، بر روی گلخانه سایه نیندازند. این درختان در زمستان اجازه می‌دهند که نور کافی به گلخانه برسد؛ چرا که در پاییز برگ‌های خود را از دست می‌دهند.

### جریان هوا در گلخانه
گردش هوا در گلخانه ضروری است. وقتی که یک گیاه در معرض جریان هوای تازه در خارج از گلخانه باشد، هوای تازه در نزدیکی برگ‌ها تأمین شده و گیاه می‌تواند اکسیژن پس داده و از دی‌اکسید کربن تازه استفاده نماید. جریان هوا همچنین به پایین نگه داشتن رطوبت نسبی و کنترل دما در گلخانه کمک می‌نماید. گلخانه‌های تجاری به همه نیازمندی‌های اشاره شده در بالا و حتی بیشتر از آن وابسته‌اند. در یک گلخانه تجاری هدف اصلی سوددهی است؛ برای رسیدن به این هدف، گلخانه باید از لحاظ تأمین شرایط محیطی مطلوب کارآمد باشد. نور و دمای گلخانه باید به‌طور سخت و جدی کنترل شود. اخیراً کامپیوترها برای چنین کنترل‌هایی به‌طور گسترده مورد استفاده قرار گرفته‌اند. همچنین وجود گازهای سمی و گرد و غبار در گلخانه ممکن است یک مشکل جدی باشد. این گازها شامل مونو اکسید کربن، اکسید نیتروژن و دی‌اکسید نیتروژن می‌باشند؛ که ممکن است از وسایل حرارتی متصاعد شوند.

### کنترل شرایط محیطی گلخانه
فعالیت‌های شیمیایی صورت گرفته در فرایند فتوسنتز گیاهان، مستقیماً متأثر از شرایط محیطی می‌باشد. فتوسنتز به عواملی مانند دما، شدت نور و وجود آب و مواد غذایی وابسته است. تنفس گیاه نسبت به دما ی محیطی متفاوت می‌باشد. محدوده دمایی توصیه شده برای بیشتر گیاهان گلخانه‌ای که منجر به بالاترین بازده فتوسنتزی می‌شود، چیزی بین ۵۰ تا ۸۵ درجه فارنهایت می‌باشد؛ بنابراین بدون توجه به اینکه گلخانه برای چه کاری مورد استفاده قرار می‌گیرد، باید محیط آن کنترل شده باشد؛ این کار برای سلامت گیاهان گلخانه ضروری می‌باشد.

### دما در گلخانه
تنظیم دمای گلخانه شرط اولیه برای رشد و نمو بسیاری از گیاهان است. نیاز گیاهان به گرما دامنه‌های مختلفی دارد. بعضی از گیاهان، مثل گیاهان گرمسیری، به دمای بیشتر نیاز دارند. بعضی دیگر در دمای کمتر از ۲۰ درجه سانتیگراد هم به خوبی رشد و نمو می‌کنند، مانند گیاهانی که از مناطق سردسیری منقل شده‌اند، از جمله پامچال که در جنگل‌های شمال دیده می‌شود.
اما چگونگی تنظیم دما در گلخانه‌ها بستگی به سیستم گرمایی دارد. انواع بخاری‌ها یا سیستم‌های گازی می‌توانند مورد استفاده قرار بگیرند. سیستم‌های حرارتی باید توان توزیع یکنواخت دما را داشته باشند و فاقد اثرات زیست‌محیطی باشند. دمای روزانه و شبانه توصیه شده برای چند محصول متداول گلخانه‌ای؛
محصول دمای شبانه (F) دمای روزانه (F)
گوجه فرنگی ۶۶–۶۰ ۸۰–۷۰
کاهو ۵۵ ۷۸–۷۰
خیار ۶۵ ۸۰
فلفل ۶۲ ۸۰–۷۰
گل داودی ۶۳–۶۲ ۸۰–۷۵
گل شمعدانی ۶۰–۵۵ ۷۵–۷۰

### نیاز نوری گیاهان
همه گیاهان به یک اندازه به نور نیازمند نیستند.
گیاهان از نظر نیاز نوری به سه گروه تقسیم می‌شوند.
- گیاهان روز بلندLDP: Long Day Plants برای به گل رفتن بین ۱۰ تا ۱۴ ساعت به نور نیاز دارند، مانند گیاهان فصلی تابستانه نظیر آحار، اطلسی، ناز و میمون.
- گیاهان روز کوتاه SDP: Short Day Plants برای به گل رفتن نیاز نوری کمتر از ۱۲ ساعت دارند؛ که در نقطه مقابل گیاهان روز بلند قرار می‌گیرند، مثل گل داودی.
- گیاهان بی‌تفاوت به طول روز NDP: Neutral Day Plants برای نگهداری در منزل بسیار مناسب و مطلوب هستند. مثل گل حنا یا بگونیا که حساسیتی نسبت به طول روز ندارند و در تمام طول سال گل دارند.

البته نیازنوری در گیاه به دو قسمت تقسیم می‌شود. قسمت اول طول روز که توضیحات آن در بالا داده شد و قسمت دوم شدت نور می‌باشد که این نیاز برای هر گیاهی متفاوت بوده و نور گلخانه در ابتدا توسط نورسنج اندازه‌گیری شده و هر گیاهی را متناسب با نور موجود کشت کرده یا نور موجود در گلخانه را از ابتدا تنظیم کرده و سیستم‌های کنترل نور نیز در این زمینه پدیدمی‌آورند و سپس اقدام به کشت می‌کنند.

### آبیاری گلخانه‌ها
تأمین رطوبت یکی از پارامترهای مهم برای رشد و نمو گیاهان است. بعد از شناخت نیاز رطوبتی گیاهان، آن‌ها را در گلخانه‌های خاص خود جایگزین می‌کنیم یعنی همه گیاهان در یک نوع گلخانه نگهداری نمی‌شوند. در سطوح تخصصی و بزرگ، هر گلخانه برای یک محصول یا تعدادی محصول مشابه با نیازهای یکسان در نظر گرفته می‌شود.
انواع روش‌های آبیاری به‌طور خلاصه به شرح زیر است.
- آبیاری سطحی (ثقلی): سیستم‌های آبیاری سطحی راندمان پایینی داشته و اتلاف آب در آن بالا است. در عین حال باعث شستشوی املاح، افزایش رشد علف‌های هرز و بروز انواع بیماری‌های قارچی و انگلی و پوسیدگی می‌شود. این سیستم‌ها به صورت آبیاری کرتی و نواری اجرا می‌گردد.
- آبیاری تحت فشار

۱- آبیاری بارانی: هدف از آبیاری بارانی توزیع یکنواخت آب برای تمام گیاهان و کاهش دمای محیط و افزایش رطوبت است. راندمان مصرف آب ۷۵در صد است. هزینه ابتدایی زیاد از معایب این سیستم است.
۲- آبیاری قطره‌ای: در این روش آب، کودهای شیمیایی و سایر مواد مورد نیاز گیاه به صورت محلول توسط قطره چکان‌های نصب شده روی لوله‌های جانبی در اختیار گیاه قرار می‌گیرد. راندمان مصرف آب ۹۰ در صد است و چون قطره چکان‌ها در کنار بوته یا ساقه گیاه قرار می‌گیرند امکان رشد و توسعه علف‌های هرز از بین می‌رود.

### گاز کربنیک در گلخانه‌ها
کاربرد Co2 تقریباً معادل استفاده از مواد غذایی، کاربرد پیدا کرده است. در ایران که گیاهان از لحاظ نوری در وضعیت مناسبی قرار دارند می‌توان با بالا بردن مصرف Co2 راندمان محصول را نیز بالاتر برد. وجود Co2 برای انجام عمل فتوسنتز ضروری است. این واکنش شیمیایی منجر به تولید محصول سبز می‌شود. در این واکنش Co2 عامل بسیار مهمی است.
سالهای زیادی است که به منابع غنی‌سازی دی‌اکسید کربن در گلخانه‌ها، برای افزایش رشد و تولید گیاهان پی برده شده است. دی‌اکسید کربن یکی از ضروری‌ترین اجزاء فتوسنتز می‌باشد. فتوسنتز یک فرایند شیمیایی است که انرژی نور خورشید را برای تبدیل دی‌اکسید کربن و آب به مواد قندی در گیاهان سبز مورد استفاده قرار می‌دهد؛ سپس این مواد قندی در خلال تنفس گیاه برای رشد آن مورد استفاده قرار می‌گیرند. اختلاف بین نرخ فتوسنتز و تنفس، مبنایی برای میزان انباشتگی ماده خشک در گیاهان می‌باشد. در تولید گلخانه‌ای، هدف همه پرورش دهندگان، افزایش ماده خشک و بهینه‌سازی اقتصادی محصولات می‌باشد. دی‌اکسید کربن با توجه به بهبود رشد گیاهان، باروری محصولات را افزایش می‌دهد. بعضی از مواردی که باروری محصولات به وسیله غنی‌سازی دی‌اکسید کربن افزایش داده می‌شود عبارتند از: گلدهی قبل از موعد، بازده میوه دهی بالاتر، کاهش جوانه‌های ناقص در گلها، بهبود استحکام ساقه گیاه و اندازه گل؛ بنابراین پرورش دهندگان گل و گیاه باید دی‌اکسید کربن را به عنوان یک ماده مغذی در نظر بگیرند.

### زهکشی گلخانه
یکی از موارد مهم در احداث یک گلخانه توجه به زهکشی گلخانه است. در مناطقی با زمین‌های دارای بافت سخت و با لایه تحت‌الارض غیرقابل نفوذ با قرار دادن لوله‌های سفالی منفذ دار زیربسترها یا به طرق ابتکاری دیگر تمهیدات لازم را در جهت بهبود زهکشی می‌اندیشند

### بادشکن
در مناطق باد خیز ردیفی از درختان یا یک مانع طبیعی مثل تپه برای کاهش خسارت باد استفاده می‌شود. حداقل فاصله درختان از گلخانه در شرق و غرب بایستی حدود ۵/۲ برابر ارتفاع درختان باشد. این فاصله در قسمت جنوبی بیش از یک ارتفاع درختان است.

### انواع پوششهای گلخانه‌ای

#### شیشه
تا قبل از سال ۱۹۵۰ فقط گلخانه‌های شیشه‌ای وجود داشت امروزه این گلخانه‌ها پر هزینه‌ترین نوع گلخانه محسوب می‌گردد. چون مصرف سوخت در این گلخانه‌ها بالاست، نیاز به اسکلت‌های محکم دارند. بسته به پهنای گلخانه از اسکلتهای مختلفی می‌توان برای بنای آن استفاده نمود. در پهنای کمتر از ۶ متر اسکلت چوبی بدون نیاز به ستونهای میانی قابل استفاده است. برای گلخانه‌هایی با پهنای تا حدود ۱۲ متر اسکلت لوله‌ای بدون نیاز به ستون‌های عمودی وسط قابل کاربرد هستند ولی بایستی برای استحکام به قاب پنجره‌ها متصل شوند.

#### پوششهای پلاستیکی
پوششهای پلاستیکی می‌تواند از جنس پلی استر، پلی وینیل کلراید(P.V.C) پلی وینل فلوراید(P.V.F) باشد. از مزایای این پوششها عدم نیاز به اسکلتهای سنگین وکاهش هزینه گرم کردن تا حدود ۴۰٪ نسبت به گلخانه‌های
شیشه‌ای یک لایه است. امروزه گلخانه‌های پلاستیکی درصد بالایی از گلخانه‌های دنیا را به خود اختصاص می‌دهند؛ ولی در اروپای شرقی محبوبیت چندانی ندارد. عیب پوششهای پلاستیکی دوام کم آنهاست چرا که اشعه ماورای بنفش خورشید باعث شکنندگی و تیرگی پلاستیک می‌شود. اغلب پوششهای پلاستیکی از نوع پلی اتیلن بوده که معمولاً به ماده مقاوم‌کننده در مقابل UV(اشعه ماورای بنفش) آمیخته شده‌اند که در این صورت طول عمر آن‌ها تا حدود ۳ سال قابل افزایش است. همچنین عیب دیگر این پوششها این است که در زمستان اگر هوای گلخانه سردتر بوده و با برخورد هوای مرطوب داخل گلخانه قطرات بخار آب بر روی آن‌ها تشکیل می‌گردد که با پیوستن به هم بزرگ شده و با چکیدن قطرات بر سطح برگ‌ها باعث بالا رفتن رطوبت سطح برگ و ایجاد بیماری‌های قارچی می‌گردند و از طرفی با ریزش قطرات بر کف گلخانه‌ها باعث افزایش رطوبت بستر خاکها و کاهش میزان اکسیژن خاک می‌شوند؛ که تداوم این امر می‌تواند منجر به کاهش جذب عناصر غذایی و کاهش رشد عمومی گیاه شود. راه حل این مشکل استفاده از اسپری محلول مواد شوینده در آب است که بر روی سطح داخلی پوشش می‌پاشند که البته این مواد خیلی زود پاک می‌شوند. حسن این کار جلوگیری از بزرگ شدن قطرات است. امروزه در کشورهای پیشرفته پلی اتیلن و سایر پوششهای پلاستیک را به مواد نگهدارنده نور مادون قرمز (IR) آمیخته می‌کنند که تلفات دمای گلخانه را در شب ۱۵ تا ۲۵ درصد کاهش می‌دهند.
PVF نیز یکنوع پوشش پلاستیکی جدید است که تا ده سال دوام داشته و واکنش آن نسبت به نور و قیمت آن تقریباً معادل شیشه است. پوششهای دوبل پلاستیکی نیز کاهش هزینه سوخت تا یک سوم نقش مؤثری دارند. انجام پوششهای دولایه در اسکلت‌های سوله‌ای که ستون کمتری دارند راحت‌تر است. فاصله بین دولایه پایینی از ۱۰–۲۵/۱ سانتی‌متر کمتر یا بیشتر نباشد. گلخانه‌های نیمه استوانه‌ای برای پوششهای دولایه‌ای مناسب می‌باشند. میزان کشیدگی پلاستیک بسیار مهم است. هنگامی که در یک روز سرد نصب شود می‌بایست آن را محکم کشید و در روز گرم کمتر کشیده شود با در هوای سرد منقبض و پاره نگردد. امروزه اکثر گلخانه‌های جدید در آمریکا چه به صورت دایم یا موقت با پوشش‌های پلاستیکی ساخته می‌شوند.

#### سکوها و بسترهای کشت
سکو بخشی از فضای گلخانه است جایگاهی است برای قرار گرفتن گلدان‌ها یا کشت گیاهان در بسترهای بالاتر از سطح زمین همانگونه که از نام آن پیدا است، سکوها همواره در سطحی بالاتر از کف گلخانه‌ها قرار می‌گیرند. این عمل ضمن جلوگیری از گسترش عوامل آلوده‌کننده و بیماری‌زای گیاهی به تهویه بهتر و گرم شدن زودتر بستر کمک می‌کند. انتخاب شکل سکوها و مواد سازنده آن‌ها به نوع گیاه، گلخانه و سلیقه سازنده بستگی دارد. به‌طور کلی ویژگی‌های یک سکوی خوب عبارت است از:
الف _ از زهکشی مطلوبی برخوردار باشند.
ب_ پهنای آن طوری باشد که کارگران به آسانی به مرکز سکو دسترسی داشته باشند.
ج_ طوری نصب شده باشد که حداکثر نور را جذب کنند.
کار کردن با سکوها برای قرار دادن گلدان‌ها به کارگران این امکان را می‌دهد که بدون خم شدن کار خود را انجام دهند در صورتی که سکوها برای کشت گیاهان استفاده بهتر است ۳۰–۱۵ سانتیمتر عمق داشته و از زهکشی مناسبی برخوردار باشد. ارتفاع سکوها از سطح زمین می‌بایست به گونه‌ای باشد که اقدامات داشت با تسلط کارگر بر محصول امکانپذیر باشد که این امر به نوع محصول بستگی دارد. سکوها را می‌توان از جنس آلومینیوم، ایرانیت، الوار چوبی یا مواد بتنی ساخت. آلومینیوم عمری طولانی دارد ولی گران‌قیمت است و چوب ارزان بوده ولی عمر کوتاهی دارد و احتمال پوسیدگی آن نیز زیاد است و همچنین عوامل بیماری‌زا نیز در آن نفوذ می‌کنند.
نحوه قرار گرفتن سکوها
بایستی سکوها را طوری نصب نمود که از حداکثر فضای گلخانه‌ای برای پرورش گیاهان استفاده شود. تعداد و عرض راهروها بستگی به نحوه استفاده از آن‌ها و نوع محصول دارد.
ارتفاع سکوهای کشت ۹۰–۸۰ سانتیمتر است. پهنای سکوهای مجاور دیواره‌ها حدود ۹۰سانتیمتر و پهنای سکوهای میانی که از دو طرف قابل دسترسی است حداکثر می‌بایست ۱۸۰ سانتی‌متر باشد. سکوهای کشت گیاهان گلدانی نبایست دیواره داشته باشد و کف سکوها تا حد ممکن بایستی منفذدار باشد. تخته‌های چوبی سوراخدار به همراه تورسیمی محکم برای ساختن کف سکوها مناسبند.
در روش نوین به منظور استفاده مؤثر از حداکثر فضای گلخانه از سکوی متحرک استفاده می‌کنند. این سیستم فضای تولید را تا بیش از ۹۰٪ مساحت گلخانه افزایش می‌دهد. راهروها توسط سکوهای متحرک اشغال شده که با حرکت سکو راهرو از یک سمت باز می‌شود و از طرف دیگر بسته می‌شود.

#### سکوها و بسترهای زمینی گل‌های بریده
گلهای بریده را در شرایط گلخانه‌ای به هر دو شکل بسترهای سکوئی و زمینی کشت می‌کنند. گیاهانی مثل گل داوودی و میمون را می‌توان بر روی سکوها کشت نمود؛ ولی این سکوها بایستی نزدیک زمین قرار گیرند تا عملیات حذف جوانه‌ها، محلول پاشی و برداشت امکان‌پذیر باشد، میخک را نیز به علت حساسیت به بیماری پژمردگی باکتریایی بر روی سکوهای کوتاه پرورش می‌دهند.
ضد عفونی کردن خاک سکوها راحت‌تر و موفقیت‌آمیزتر از بسترهای زمینی است. بسترهای زمینی باید به گونه‌ای باشند که خاک اطراف ریشه را از قسمت‌های دیگر مجزا کنند. بتون برای بسترهای زمینی مناسب است.

### لوازم مورد نیاز در گلخانه‌ها
از تجهیزات و ادوات مورد نیاز گلخانه می‌توان به سیستم گرمایشی، سرمایشی، انواع سمپاش، دتکتور گاز (آمونیاک NH3 و دی اکسید کربن CO2)، مه پاش، ژنراتور و تراکتورگلخانه آبی اشاره کرد.

#### انواع سیستم گرمایشی
- سیستم‌های: کوره هوای گرم (بهترین و ارزان‌ترین سیستم‌های گرمایشی می‌باشد)
- سیستم مرکزی: سیستم شوفاژ (برای گلخانه‌های بالای ۴/. هکتار)

در این سیستم از بخار آب یا آب داغ استفاده می‌شود.
- سیستم موضعی

### انواع لوله گلخانه ایی
لوله‌های گالوانیزه گلخانه از جنس فولاد هستند که با روش گالوانیزاسیون گرم یا سرد گالوانیزه می‌شوند. با این عملیات لوله‌های فولادی در مقابل خوردگی و زنگ زدگی مقاوم تر می‌شوند و طول عمر آن‌ها نیز افزایش می‌یابد.

#### لوله گلخانه تولید شده به روش گالوانیزاسیون سرد
در این روش لوله‌های گلخانه، به روش الکترولیز با فلز روی پوشش داده می‌شوند. در نتیجه ضخامت روی بر سطح این لوله‌ها کمتر بوده (بین ۸ الی ۱۲ میکرون) و به همین دلیل دوام آن‌ها نیز نسبت به گالوانیزه گرم کم‌تر است. است. لوله‌های گلخانه ای که به روش گالوانیزه سرد گالوانیزه شده‌اند در شرایط عادی و معمولی نهایتاً ۲ تا ۶ سال عمر می‌کنند.

#### لوله گلخانه تولید شده به روش گالوانیزاسیون گرم
در این روش لوله‌های فولادی را در شرایطی با دمای بالاتر (حدود ۴۴۰ درجه سانتی گراد) گالوانیزه می‌کنند. در نتیجه ضخامت روی بر سطح آن‌ها بیشتر است (حدود ۴۰ تا ۸۰ میکرون). به همین دلیل پایداری و طول عمر لوله‌هایی که به روش گالوانیزاسیوم گرم گالوانیزه می‌شوند بیشتر است.
و در نهایت استفاده از سازه‌های فولادی آبکاری شده به روش گرم برای گلخانه‌ها بسیار مناسب تر است.
ورق‌های فلزی را به دو روش گالوانیزه می‌کنند
- ابتدا ورق مورد نظر را گالوانیزه کرده و سپس آن را با رول فرم به لوله تبدیل می‌کنند.
- ورق مورد نظر را به لوله تبدیل کرده و بعد آن را گالوانیزه می‌کنند.

### قطعات فلزی سازه گلخانه که دارای یکی از دو نوع پوشش گالوانیزه گرم یا سرد می‌باشند چه تفاوت‌هایی دارند؟
تفاوت این دو نوع گالوانیزه در فرایند تولید و عمق نفوذ مواد گالوانیزه در بافت قطعه فلزی مورد نظر است و از اینرو به‌طور معمول به جای اصطلاح گالوانیزه گرم، اصطلاح گالوانیزه گرم و عمیق(HOT & DEEP GALVANAIZED) را به کار می‌برند. هر دو نوع گالوانیزاسیون سرد و گرم در ایران انجام می‌شوند. روش تولید گالوانیزه سرد اضافه نمودن یک ورق روی ز طریق پرس یا اسپری روی به ورق فولاد می‌باشد ولی روش تولید گالوانیزه گرم مبتنی بر چندین مرحله آماده‌سازی سطح ورق یا قطعه فلزی مورد نظر و سپس شناور نمودن آن در حمام روی مذاب با دمای ۴۰۰ تا ۵۰۰ درجه است. بدیهی است که به دلیل عمق نفوذ بیشتر فلز روی در روش گالوانیزه گرم و عدم امکان جدا شدن آن از سطح قطعه یا ورق مورد نظر، قطعات دارای این نوع پوشش به ویژه در محیط‌های مرطوب گلخانه ای از مقاومت بسیار بیشتر در برابر زنگ زدگی برخوردار بوده دوام خیلی طولانی تری دارند و برای گلخانه اکیداً مورد توصیه می‌باشند. شرکت‌های گلخانه ساز بین‌المللی، کیفیت پوشش گالوانیزه را بیش از آنکه بر حسب ضخامت بیرونی پوشش (بر حسب میکرون) عنوان کنند، بر اساس میزان وزنی اضافه شده به قطعه فلزی بر حسب گرم در متر مربع اعلام و این فاکتور در مستندات فنی طرح‌ها با حرف Z درج می‌شود. به عنوان مثال Z 250 به معنی اضافه شدن ۲۵۰ گرم مواد گالوانیزه (روی) به ازای هر متر مربع از قطعه فلزی مورد نظر می‌باشد.
به‌طور معمول هر شاخه پروفیل (عمدتاً قوطی) یا لوله تولیدی کارخانجات به طول ۶ متر بوده که بر اساس سفارش مشتری از طول ۷ – ۴ متر نیز قابل تولید می‌باشد. ===

## نگارخانه

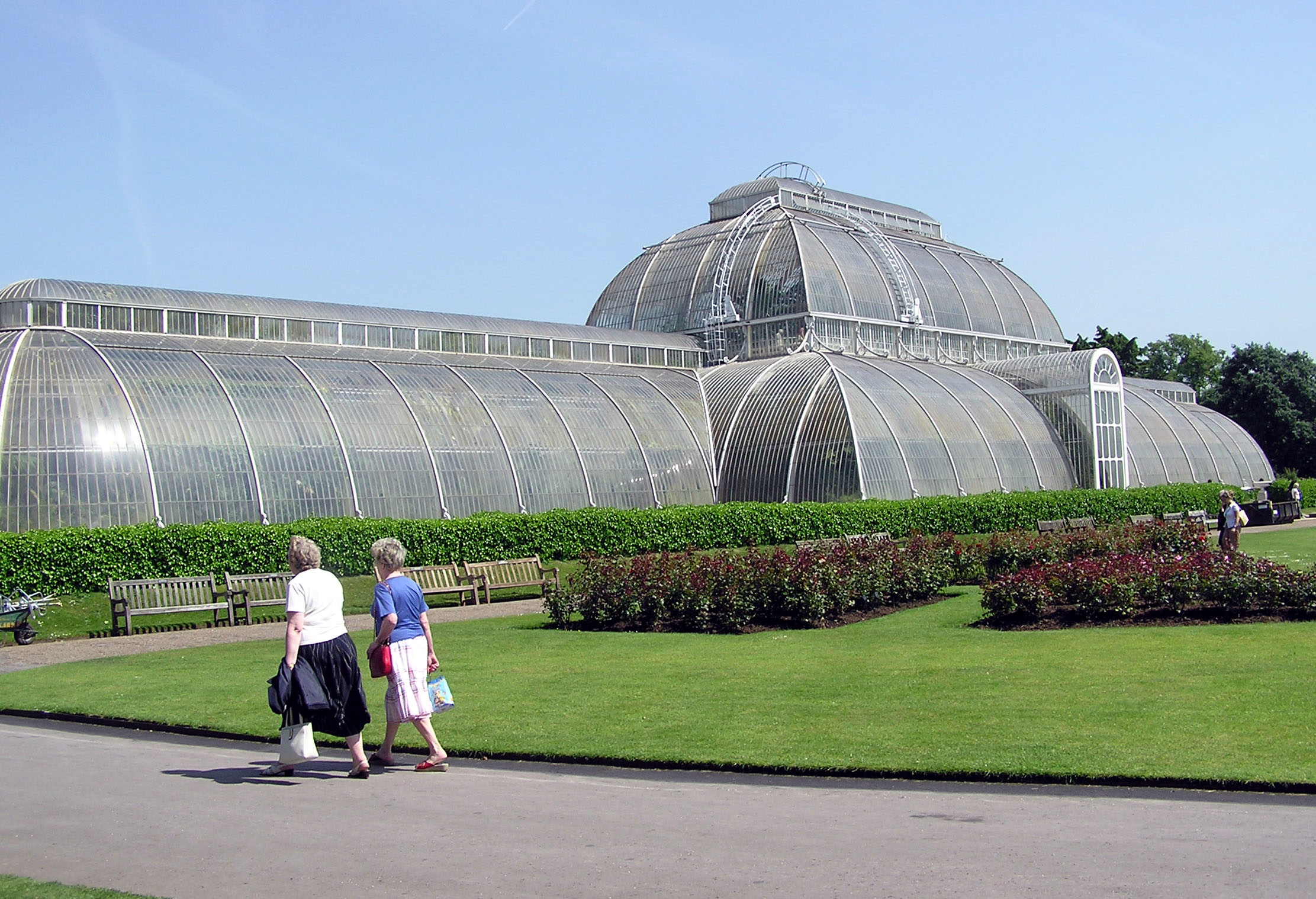
Victorian conservatory, باغ‌های گیاه‌شناسی پادشاهی، کیو
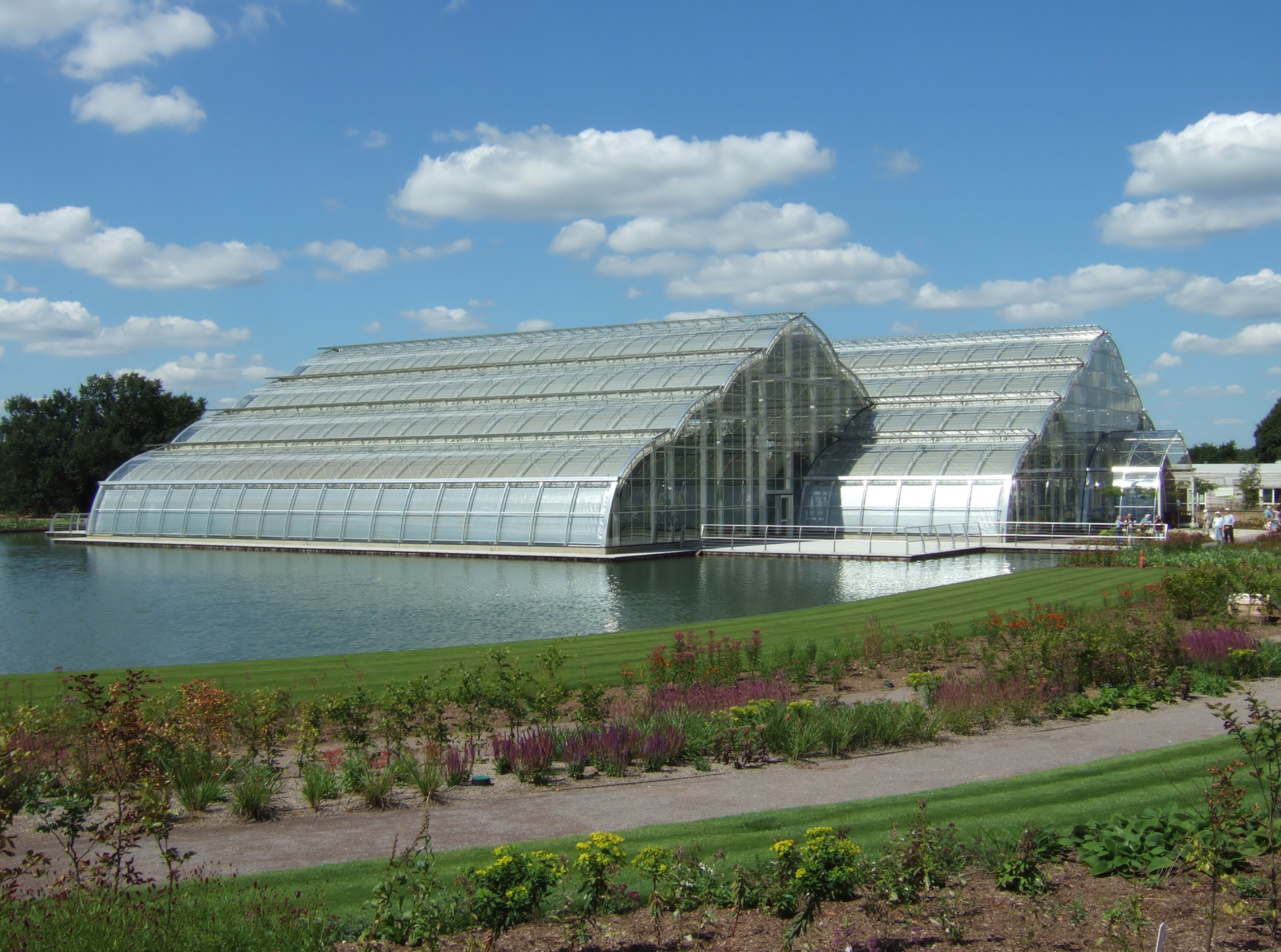
A modern glasshouse in RHS Wisley
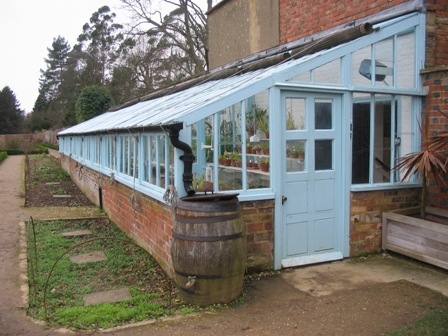
چارلز داروین's lean-to greenhouse at Down House on the outskirts of لندن where the naturalist conducted many experiments